# Hüttenwäldchen
Die Grube Hüttenwäldchen war ein Eisenerzbergwerk im Ortsgebiet vom Herdorfer Ortsteil Dermbach im Landkreis Altenkirchen in Rheinland-Pfalz.
Sie zählt außerdem zu den Geotopen des Geoparks Westerwald-Lahn-Taunus.

## Geschichte
Erstmals wurde die Grube Hüttenwäldchen am 28. Juni 1833 erwähnt. Doch bereits seit 1559 wurden im Gebiet der Grube in Pingen nach Erz gesucht. Am 19. Januar 1858 wurden die Abbaurechte neu verliehen, abgebaut wurden Spateisenstein und Kupfererz. 1905 förderten 57 Belegschaftsmitglieder 5.448 t Eisenerz und 556 t Kupfererz. 1910 wurde die Grube stillgelegt.
1997 wurde ein 150 m langer Stollenabschnitt als Besucherbergwerk eröffnet.

### Tiefbau
Ab ca. 1895 wurde Tiefbau betrieben. Ein Blindschacht wurde auf 245 m abgeteuft. Insgesamt waren sechs Sohlen und zwei Gesenke angesetzt, die tiefste Sohle lag auf 230 m. Vor dem Schacht bestand schon ein Gesenk in Form eines kleinen Tagesschachtes mit Handhaspel mit einer Teufe von 45 m. Ab 1858 unterstützte eine Dampfmaschine die Abbauarbeiten.